# NGC 4815
NGC 4815 (другие обозначения — OCL 893, ESO 96-SC1) — рассеянное скопление в созвездии Мухи.
Это скопление среднего возраста (500 миллионов лет), достаточно богато населённое, находящееся на расстоянии 7 кпк от центра Галактики и в 2,5 кпк от Солнечной системы. Содержание тяжёлых элементов в звёздах скопления в среднем на 7% превышает солнечное, причём содержание магния, натрия и алюминия относительно железа повышено, а титана относительно железа — понижено.
Этот объект входит в число перечисленных в оригинальной редакции «Нового общего каталога».